# Статутно право
Статутно право (на английски: Statutory law или Statute law, от статут) е писаното право (за разлика от т.нар. устен закон и обичайното право).
Конституира законодателната власт и органите ѝ, приемащи законите (за разлика от административното право, провъзгласявано от изпълнителната власт или общото право при съдилищата).
В системата на статутното право или писаните закони има йерархия на правните актове:
1. актовете на законодателната власт и органите ѝ имат по-голяма правна сила от актовете на органите на изпълнителната власт;
2. актовете на държавни органи имат по-голяма правна сила от актовете на местните власти и органите ѝ.

Статутното право се допълва от общото право. Статутното право се формира през 13 век. Един от първите актове на парламента на Англия е приемането на Мертонския статут. Първият изборен парламент на Англия е свикан в 1265 г. от Симон де Монфор.
Статутите могат да произлизат от национални, държавни законодателни власти или регионалните общини. Статутите на по-висшестоящите юрисдикции са подчинени и второстепенни на закона от по-висок ранг.

## Кодифицирано право
Терминът кодифицирано право се отнася до статутите, които са организирани (или кодифицирани) по определен въпрос / предмет, в най-тесен смисъл някои, но не всички статути биват смятани за „кодифицирани“. Цялата съвкупност на кодифицирания статут бива наричана „кодекс“, например Кодекс на САЩ. Друго значение на „кодифицирано право“ е статут, който взима от общото право в определена област и го полага като статут или в кодифицирана форма.
Друг пример за статути, които не са типично кодифицирани е „приватното право“ може да произлиза от частен законопроект, закон, който касае само един човек или малка група хора. Пример за това е разводът в Канада, преди приемането на Разводния акт от 1968 г. През този период е било възможно да се получи законодателен развод (в Канада) чрез молба до Канадския сенат, който разглеждал и разследвал петициите за развод, които след това били гласувани от Сената, а после въвеждани като закон. В Британския парламент, частните законопроекти били използвани през 19 век за създаването на корпорации, големи монополи и др.
|  | Тази страница частично или изцяло представлява превод на страницата Statutory law в Уикипедия на английски. Оригиналният текст, както и този превод, са защитени от Лиценза „Криейтив Комънс – Признание – Споделяне на споделеното“, а за съдържание, създадено преди юни 2009 година – от Лиценза за свободна документация на ГНУ. Прегледайте историята на редакциите на оригиналната страница, както и на преводната страница, за да видите списъка на съавторите. ВАЖНО: Този шаблон се отнася единствено до авторските права върху съдържанието на статията. Добавянето му не отменя изискването да се посочват конкретни източници на твърденията, които да бъдат благонадеждни. |